# Занзибарски леопард
Занзибарски леопард (Panthera pardus adersi) е хищен бозайник, член на семейство Коткови, смятан за подвид на леопарда. Оригиналното му местообитание е остров Унгуджа от островната група Занзибар. През XX век животното е демонизирано и системно унищожавано. Предполага се, че днес леопардът е изчезнал.

## Еволюция
Еволюцията на занзибарския леопард се движи успоредно с тази на останалите ендемични видове на острова. Котките са се развили в изолация настъпила с откъсването на Занзибар от континента през последната ледникова епоха. Местните условия на живот са модулирали по-дребен леопард в сравнение с африканския леопард. Окраската на космената покривка се е променила така, че розетковидните петна се разкъсват и се образуват множество по-малки черни точки по тялото.

## Характеристика
Биологията и поведението на занзибарския леопард не са добре проучени. Известни са само шест кожи от убити леопарди като по една от тях се намира в Музея по естествознание в Лондон и Музея на Занзибар. Занзибарският леопард никога не е бил изследван в дивата природа. За последен път е видян един екземпляр в началото на 1980 г.

## Демонизиране и преследване
Описания на селяните в Занзибар сочат, че местните приемали леопардите за животни изпращани от вещици да навредят на местните. Прирастът на населението и заемането на нови земи за селското стопанство през XX век сблъсква хората с дивите хищници. На острова се провеждат няколко кампании за унищожаване на леопардите.